# Ouled Kihal
Ouled Kihal est une commune de la wilaya de Aïn Témouchent en Algérie.

## Histoire

### Époque coloniale française
Le village d'Ouled Kihal a été construit en 1957 sur ordre de l'administration coloniale française pour regrouper les habitants des trois agglomérations éparses des tribus d'Ouled Kihal, Ouled Ahmed et Ouled Moumen. Les habitants de ces agglomérations habitaient dans des maisons éparpillées et voisines. La tribu Ouled Kihal occupait la région sud-ouest du village actuel ; Ouled Moumen la région ouest vers Feidh el grade et Ouled Ahmed vers le nord-ouest en direction de la mer. Le village a été construit à la suite d'attaques des maquisards du FLN contre l'armée française. L'origine de ces habitants qu'on nomme Laghouat dérive de la région d'El Bayadh et leurs ancêtres sont Ouled Aïssa. L'exode remonte a plus de quinze  générations. Les Laghouat se sont déplacés vers le nord de l'Algérie et se sont fixés sur la côte témouchentoise. Les grandes familles sont les belghaba, derouiche, zerikate, bendjedou, graoui, moulkhakoua, belgasmi, belghouati, bouzada, djabou, nacer, aissa koridet, benzora, bekhaiti, berrahil kattel, bouatouche.

### Époque de l'Algérie indépendante
Ouled Kihal était un centre rattaché à la commune de Terga depuis sa création jusqu'au découpage administratif de 1984 quand il accède au rang de commune.

## Géographie

### Situation
| Mer Méditerranée | Terga         | Terga            |
| Mer Méditerranée | Ouled Kihal   | Terga            |
| Sidi Ben Adda    | Sidi Ben Adda | Chaabat El Leham |